# 1932
1932 (MCMXXXII) je bilo prestopno leto, ki se je po gregorijanskem koledarju začelo na petek.

## Dogodki
- 22. januar - salvadorska vlada krvavo zatre kmečki upor; ubitih je med 10.000 in 40.000 ljudi, večina od njih staroselcev.
- 28. januar - japonska vojska zavzame Šanghaj.
- 4. februar - pričnejo se III. olimpijske zimske igre v Lake Placidu, ZDA.
- 14. februar - SK Ilrija odigra prvo mednarodno hokejsko tekmo jugoslovanskega kluba proti avstrijskemu klubu KAC iz Celovca, ki pred tisoč gledalci v Ljubljani zmaga z 1:12.
- 1. marec - japonska razglasi neodvisno državo Mandžukuo v kitajski Mandžuriji in postavi marionetno vlado.
- 19. marec - sydneyjski pristaniški most je odprt za promet.
- 10. april - Paul von Hindenburg je izvoljen za predsednika Weimarske republike.
- 14. april - Ernest Walton in John Cockcroft izvedeta cepitev jedra litija z usmerjenim curkom protonov.
- 14. junij - v Nemčiji je ukinjena prepoved organizacij SA in SS.
- 20. junij - sprejet je dogovor o carinski zvezi Beneluks.
- 8. julij - indeks Dow Jones doseže najnižjo točko v veliki gospodarski krizi.
- 30. julij - pričetek poletnih olimpijskih iger v Los Angelesu, ZDA.
- 2. avgust - Carl David Anderson odkrije pozitron.
- 6. avgust - prirejen je prvi Beneški filmski festival.
- 20. september - Mahatma Gandhi prične z gladovno stavko v zaporu.
- 3. oktober - Irak postane neodvisna država.
- 8. november - Franklin D. Roosevelt je izvoljen za predsednika Združenih držav Amerike.
- 21. november - Hindenburg in Adolf Hitler se pričneta pogajati o novi nemški vladi.
- 30. november - Marian Rejewski s sodelavci iz poljskega Šifrirnega urada zlomi šifriranje Enigme.
- 25. december - potres v kitajski provinci Gansu zahteva 70.000 žrtev.

## Rojstva
- 15. januar - Umberto Eco, italijanski semiotik, filozof in pisatelj († 2016)
- 22. januar - Piper Laurie, ameriška igralka († 2023)
- 26. januar - Clement »Sir Coxsone« Dodd, jamajški glasbeni producent († 2004)
- 28. januar - Dušan Petrač, slovenski fizik († 2023)
- 27. februar - Elizabeth Taylor, ameriška filmska igralka († 2011)
- 28. marec - Sven Lindqvist, švedski pisatelj († 2019)
- 2. april - Siegfried Rauch, nemški igralec († 2018)
- 27. april - Gian-Carlo Rota, ameriški matematik, filozof († 1999)
- 7. maj - Marjan Stare, slovenski besedilopisec, pesnik, novinar in igralec († 1996)
- 23. julij - Lojze Slak, slovenski harmonikar in ljudski godec († 2011)
- 31. julij - John Searle, ameriški filozof
- 25. september - Janez Pirnat, slovenski kipar († 2021)
- 4. november - Thomas Klestil, avstrijski predsednik († 2004)
- 10. november - Roy Scheider, ameriški igralec († 2008)
- 15. november - Alvin Plantinga, ameriški filozof
- 21. december - Viktor Arh, slovenski inženir gozdarstva († 2011)

## Smrti
- 4. april - Wilhelm Ostwald, nemški kemik, nobelovec (* 1853)
- 20. april - Giuseppe Peano, italijanski matematik in logik (* 1858)
- 22. april - Franc Ošlai slovenski zgodovinar, pisatelj in iredentist na Madžarskem (* 1883)
- 16. maj - Franc Berneker, slovenski kipar (* 1874)
- 6. junij - Ernest Broșteanu, romunski general (* 1869)
- 14. julij - Fran Jesenko, slovenski botanik in genetik (* 1875)
- 8. september - Christian von Ehrenfels, avstrijski filozof in psiholog (* 1859)
- 16. september - Ronald Ross, angleški zdravnik, nobelovec (* 1857)
- 3. oktober - Max Franz Joseph Cornelius Wolf, nemški astronom (* 1863)
- 18. december - Eduard Bernstein, nemški socialdemokratski politik in teoretik (* 1850)

## Nobelove nagrade
- Fizika - Werner Karl Heisenberg
- Kemija - Irving Langmuir
- Fiziologija ali medicina - Sir Charles Scott Sherrington, Edgar Douglas Adrian
- Književnost - John Galsworthy
- Mir - ni bila podeljena